# 菊本和昭
菊本 和昭（きくもと かずあき、1980年12月25日 - ）は日本のトランペット奏者。兵庫県西宮市出身。

## 略歴
兵庫県生まれ。私立洛南高等学校を経て京都市立芸術大学首席卒業および同大学院首席修了。在学中にフライブルク音楽大学に留学。
2008年、ロームミュージックファンデーション奨学生として、また青山音楽財団の助成を受けてカールスルーエ音楽大学に留学し、ラインホルト・フリードリヒなどに師事。
2009年アメリカの国際トランペットセミナーにおいてリサイタルを開催。2010年にはファーストアルバム「奏鳴曲 Sonate」をリリース。
これまでに東京交響楽団、京都市交響楽団、新日本フィルハーモニー交響楽団、神奈川フィルハーモニー管弦楽団とソリストとして共演。
2012年から現在まで、NHK交響楽団首席トランペット奏者として活躍。また、いずみシンフォニエッタ大阪など関西を中心に活動するアンサンブル、オーケストラのメンバーとしても演奏している。

## 主な受賞歴
- 2002年、日本トランペット協会設立20周年記念トランペットコンクール第1位
- 2002年、第19回日本管打楽器コンクール トランペット部門第1位
- 2003年、第72回日本音楽コンクール第1位
- 2006年、第4回済州ブラスコンペティション第2位（1位無し）
- 2006年度、青山音楽賞新人賞
- 2007年、第3回リエクサ国際トランペットコンクール第3位
- 2008年、エルスワース・スミス国際トランペットソロコンペティション第2位
- 2008年、第12回松方ホール音楽賞（金管楽器部門）